# Boréalis
Pour les articles homonymes, voir Borealis.
Boréalis est un des premiers et des plus importants festivals de musique techno français ; il a eu lieu durant sept ans, de 1993 à 1999 dans la région de Montpellier.
Boréalis est un des premiers festivals techno « légaux », initié à une époque à laquelle la musique techno était encore peu connue du grand public. Ce festival est créé et organisé par un groupe d'amis, passionnés de musique et de fêtes — La Tribu des Pingouins — associé dans un premier temps à une discothèque de Pézenas, Le New York, pour le premier festival Boréalis en 1993. Leur inspiration provient principalement de soirées organisées par le DJ Mozart au studio Circus de Cannes, des soirées « Fantom » à Paris et des raves de Londres où certains membres de la Tribu des Pingouins résident, ou visitent, durant l'année 1992.
En 1994, La Tribu des Pingouins déplace le festival Boréalis vers les arènes de Nîmes à la suite d'un partenariat avec le promoteur local Bruno Asselin et sa société Tutto Va Bene Productions. Cette collaboration amènera un parfait mélange entre le professionnalisme, les contacts avec les autorités locales, l'expérience dans l'organisation d'événements à grande échelle, l'énergie créative et impulsive ainsi que les contacts musicaux uniques de la Tribu des Pingouins. Cette soirée est un énorme succès, aussi bien sur le plan musical qu'organisationnel et lance la « marque » Boréalis pour les années suivantes. 
Après un second événement dans les arènes de Nîmes en 1995, complet très rapidement, Boréalis déménage vers le parc de Grammont à Montpellier, un emplacement qui permet d'accueillir presque 25 000 personnes, en plein air de 20 h à 8 h du matin et sur quatre ou cinq espaces/scènes différentes.
Boréalis fut reconnu internationalement pour avoir invité certains des plus grands artistes de la scène techno et house avant l'heure et en exclusivité en France. On peut citer entre autres : The Orb, Carl Cox, Orbital, Underworld, Jeff Mills, Daft Punk, Sven Väth , Chemical Brothers et Laurent Garnier.
En 1999, Boréalis fut annulé au dernier moment à cause de violents orages de grêle, l'organisation ne s'en releva financièrement jamais et Boréalis n'eut plus jamais lieu.

## Filmographie
- Court film sur Boréalis 1998 : https://www.youtube.com/watch?v=ZxOnyolXwvs
- Laurent Garnier 1998 : https://www.youtube.com/watch?v=EHNtlmHXwPE

## Source
- Libération, http://www.liberation.fr/culture/1999/08/09/-_281912